# Domrémy-la-Pucelle
Domrémy-la-Pucelle is een dorp en gemeente in het Franse departement Vosges in de regio Grand Est en maakt deel uit van het arrondissement Neufchâteau. De gemeente telde 94 inwoners op 1 januari 2022.

## Geschiedenis
De gemeente maakte voor 2015 deel uit van het kanton Coussey. Toen het kanton op 22 maart 2015 werd opgeheven werd Domrémy-la-Pucelle opgenomen in het kanton Neufchâteau.

### Jeanne d'Arc
Domrémy-la-Pucelle is bekend als geboorteplaats van Jeanne d'Arc. Haar geboortehuis bestaat nog steeds en is sinds 1840 geklasseerd als monument historique. Het gebouw is tegenwoordig in gebruik als museum. Het dorp heette vroeger alleen Domrémy en heeft pas later de toevoeging la Pucelle gekregen. Dat is afgeleid van de bijnaam van Jeanne d'Arc, la pucelle d'Orléans,  de maagd van Orléans.
Anderhalve kilometer ten zuiden van het dorp, op een heuvel bij het Bois Chenu, werd vanaf 1881 de basiliek van Bois-Chenu, of de basiliek Sainte-Jeanne-d'Arc, gebouwd. De basiliek staat op de plek waar Jeanne de stemmen van heiligen hoorde, die haar opriepen Frankrijk te bevrijden van de Engelsen.

## Geografie
De oppervlakte van Domrémy-la-Pucelle bedraagt 8,99 vierkante kilometer; Op 1 januari 2022 was de bevolkingsdichtheid 10,5 inwoners per km². Domrémy-la-Pucelle ligt aan de Maas, vlak bij het dorp mondt de Vair uit in de Maas.

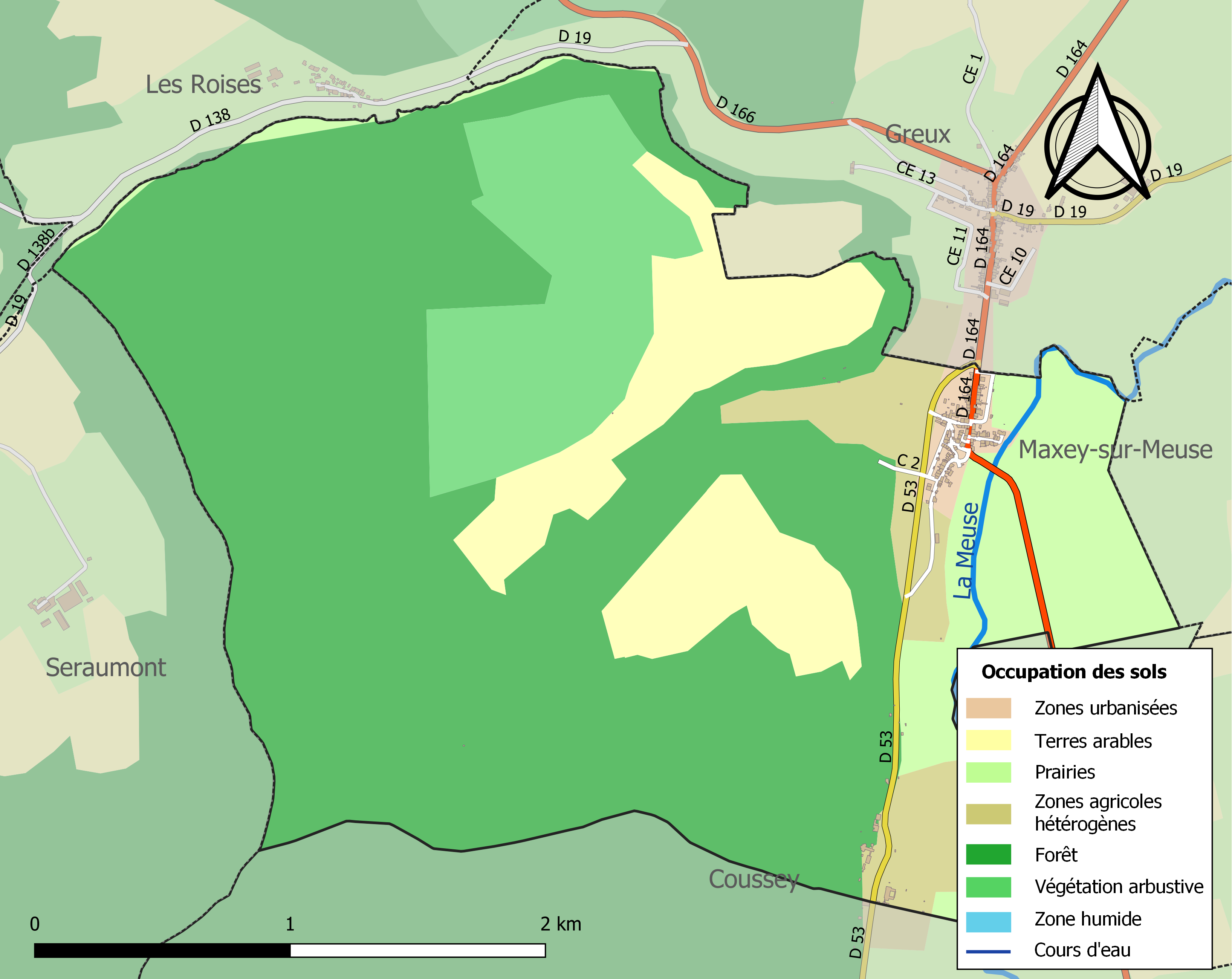
Kaart van de gemeente met de belangrijkste infrastructuur, bodemgebruik en omliggende gemeenten

.

## Demografie
Onderstaande figuur toont het verloop van het inwonertal.

## Afbeeldingen

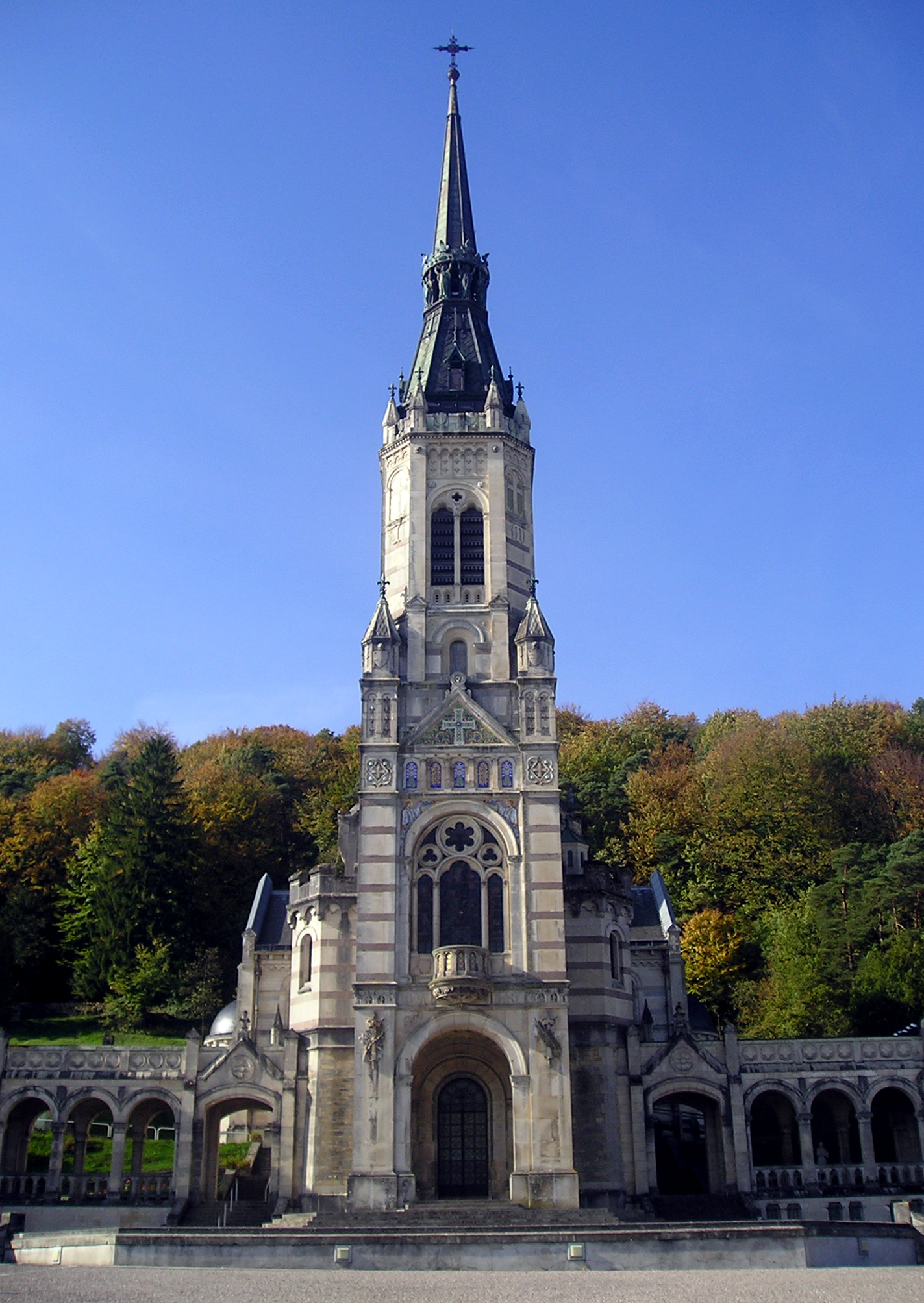
De basiliek van Bois-Chenu
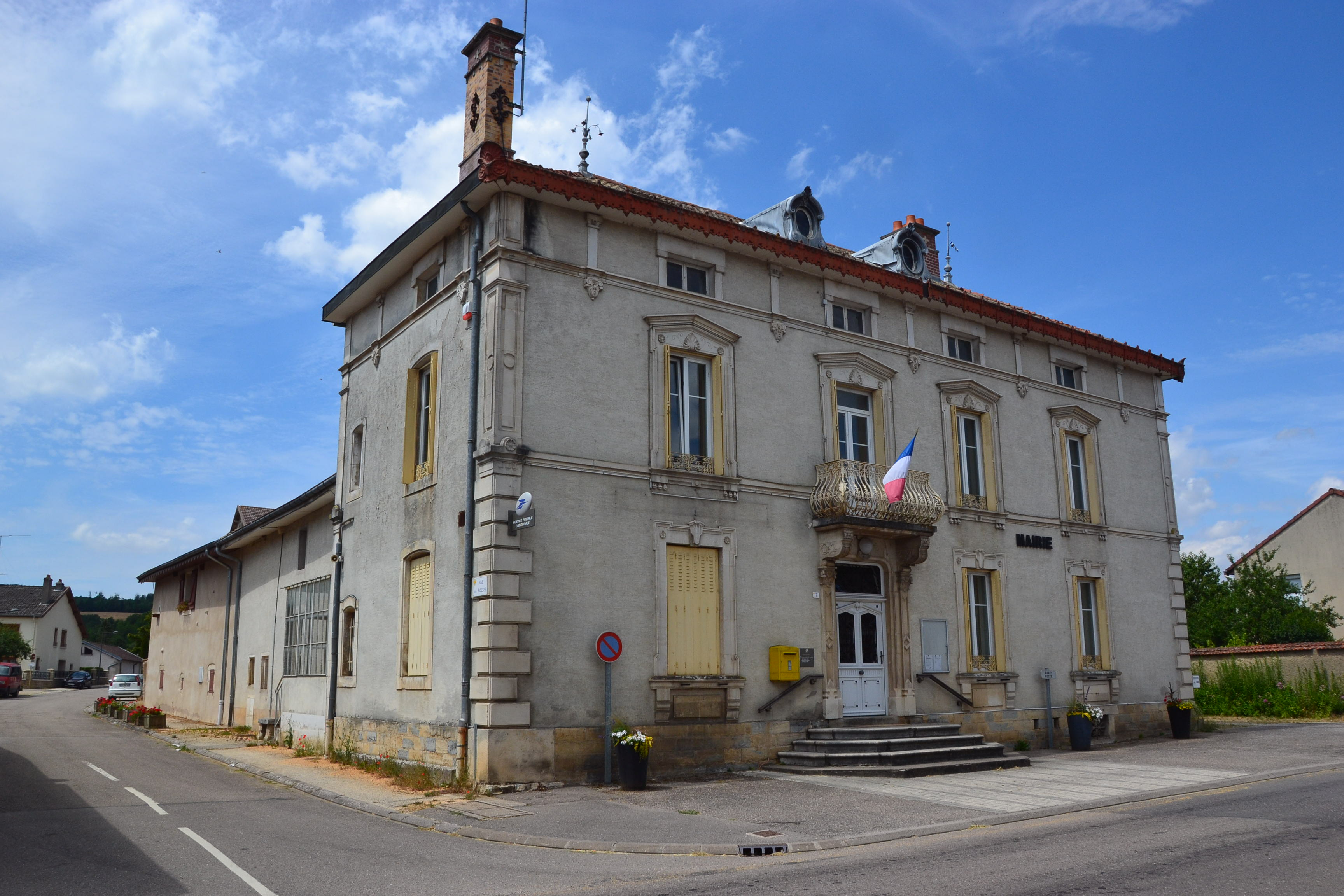
Gemeentehuis
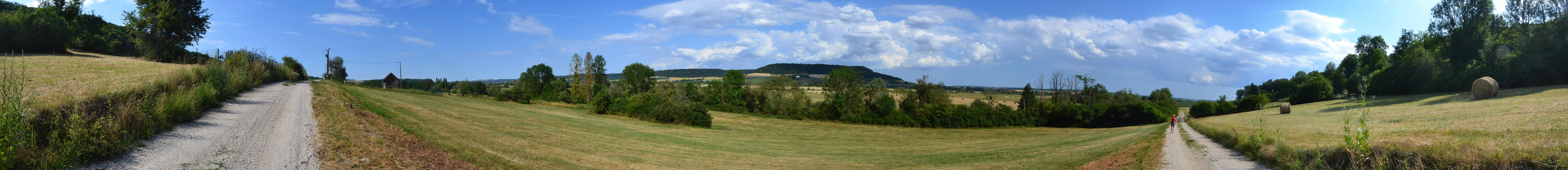
Landschap bij Domrémy-la-Pucelle

## Geboren
- Jeanne d'Arc (1412-1431), Frans bevelhebber en heilige

Autigny-la-Tour · Autreville · Attignéville · Avranville · Barville · Bazoilles-sur-Meuse · Beaufremont · Brechainville · Certilleux · Chermisey · Circourt-sur-Mouzon · Clérey-la-Côte · Coussey · Domrémy-la-Pucelle · Frebécourt · Fréville · Grand · Greux · Harchéchamp · Harmonville · Houéville · Jainvillotte · Jubainville · Landaville · Lemmecourt · Liffol-le-Grand · Martigny-les-Gerbonvaux · Maxey-sur-Meuse · Midrevaux · Mont-lès-Neufchâteau · Moncel-sur-Vair · Neufchâteau · Pargny-sous-Mureau · Pompierre · Punerot · Rebeuville · Rouvres-la-Chétive · Ruppes · Sartes · Seraumont · Sionne · Soulosse-sous-Saint-Élophe · Tilleux · Trampot · Tranqueville-Graux · Villouxel